# Thủy tinh urani

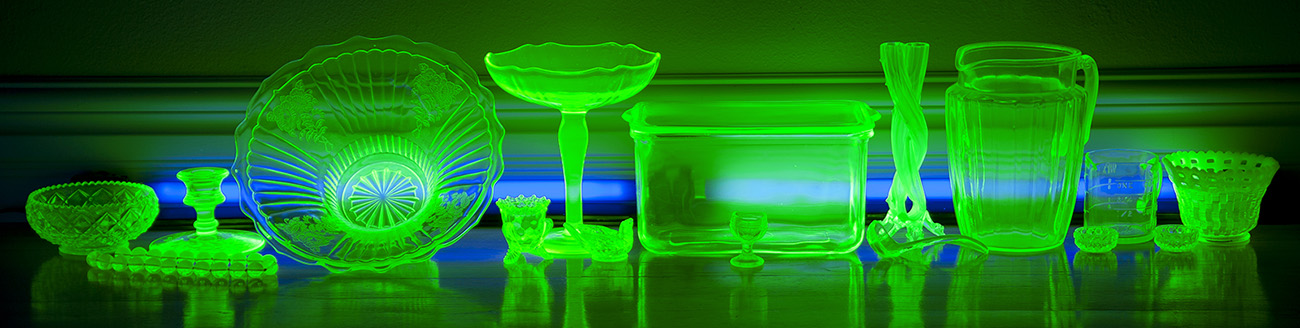
Đồ thủy tinh urani phát sáng dưới tia tử ngoại

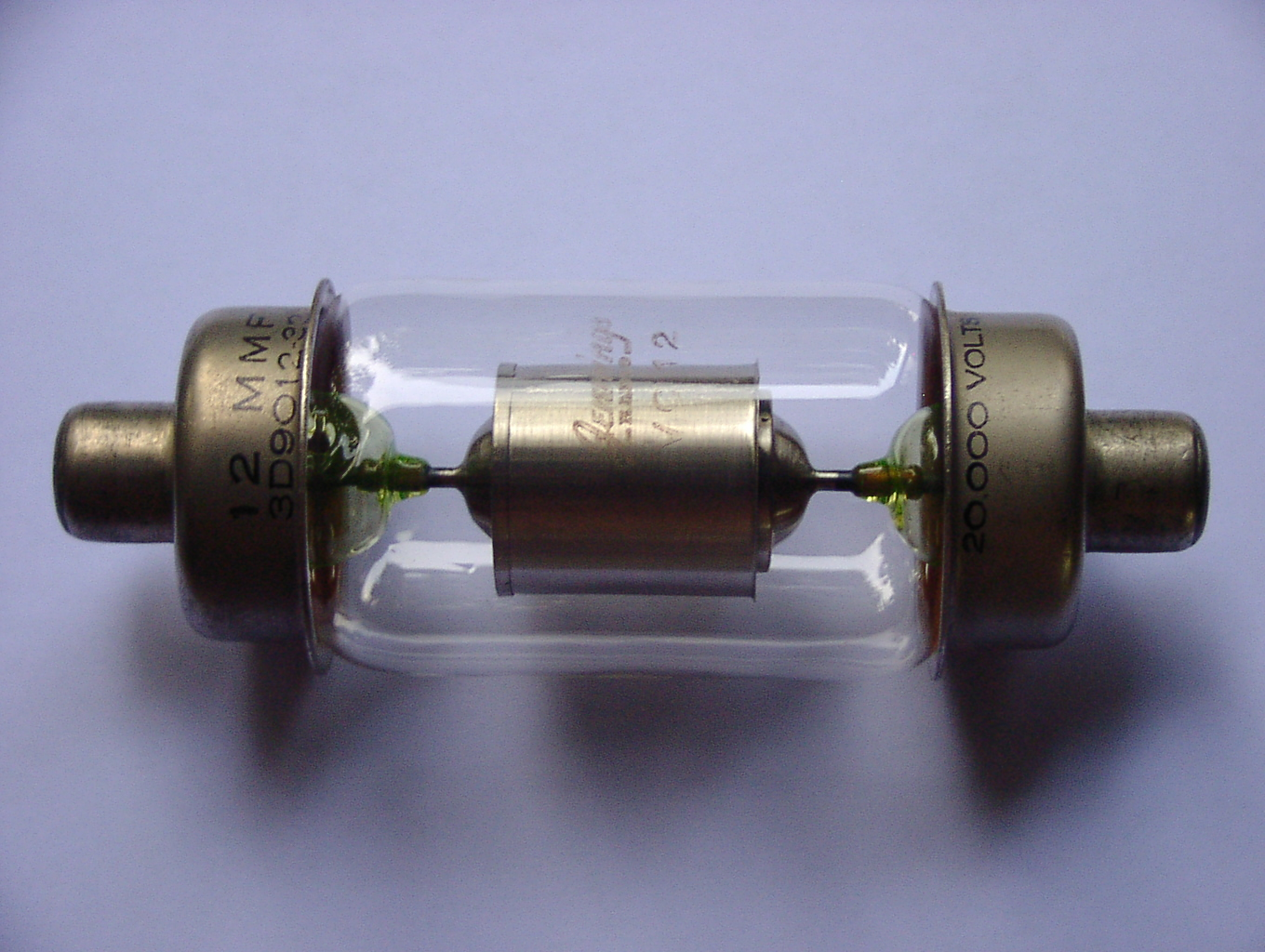
Thủy tinh urani được sử dụng làm mối đệm nối trong một tụ điện chân không

Thủy tinh urani là loại thủy tinh chứa một lượng urani, thường là dưới dạng oxit diuranat, được thêm vào hỗn hợp thủy tinh trước khi được nung chảy để tạo màu. Tỉ lệ có thể thay đổi từ lượng cực kỳ nhỏ cho tới 2% urani theo khối lượng, mặc dù một số món đồ thế kỷ 20 đã được chế tạo với tới 25% urani.
Được phát hiện đầu tiên vào năm 1789 bởi một nhà hóa học Đức, urani đã sớm được thêm vào đồ thủy tinh trang trí bởi hiệu ứng huỳnh quang của nó. Công ty thủy tinh Whitefriars của James Powell ở Luân Đôn, Anh là một trong số những công ty đầu tiên đưa thủy tinh phát sáng ra thị trường, nhưng những nhà sản xuất khác sớm nhận ra tiềm năng bán hàng của nó, và thế là thủy tinh urani đã được sản xuất rộng khắp Châu Âu và sau đó là Bắc Mỹ.
Thủy tinh urani đã từng được chế tạo thành bộ đồ ăn và đồ gia dụng, nhưng không còn được sử dụng rộng rãi khi nguồn cung cấp urani cho hầu hết các ngành công nghiệp bị hạn chế mạnh trong thời kỳ Chiến tranh Lạnh vào những thập niên 1940 tới 1990. Phần lớn những vật dụng như vậy ngày nay được coi là đồ cổ hoặc đồ sưu tập từ thời xưa, mặc dù nó đã hồi sinh phần nào cho nghệ thuật thủy tinh. Thủy tinh urani hiện đại ngày nay chỉ giới hạn trong những đồ vật nhỏ như chuỗi hạt hay các viên bi, hay trong những chi tiết trang trí hoặc khoa học.

## Màu sắc
Màu sắc bình thường của thủy tinh urani nằm trong khoảng từ vàng tới xanh lục dựa vào trạng thái oxi hóa và nồng độ của các ion kim loại, nhưng nó có thể được biến đổi bằng cách thêm vào các nguyên tố khác làm phụ gia màu thủy tinh. Thủy tinh urani cũng phát huỳnh quang màu xanh lục sáng dưới tia tử ngoại và có thể được ghi nhận trên mức phóng xạ nền bởi một bộ đếm Geiger đủ nhạy, mặc dù phần lớn đồ thủy tinh urani được cho là vô hại và chỉ phóng xạ không đáng kể.

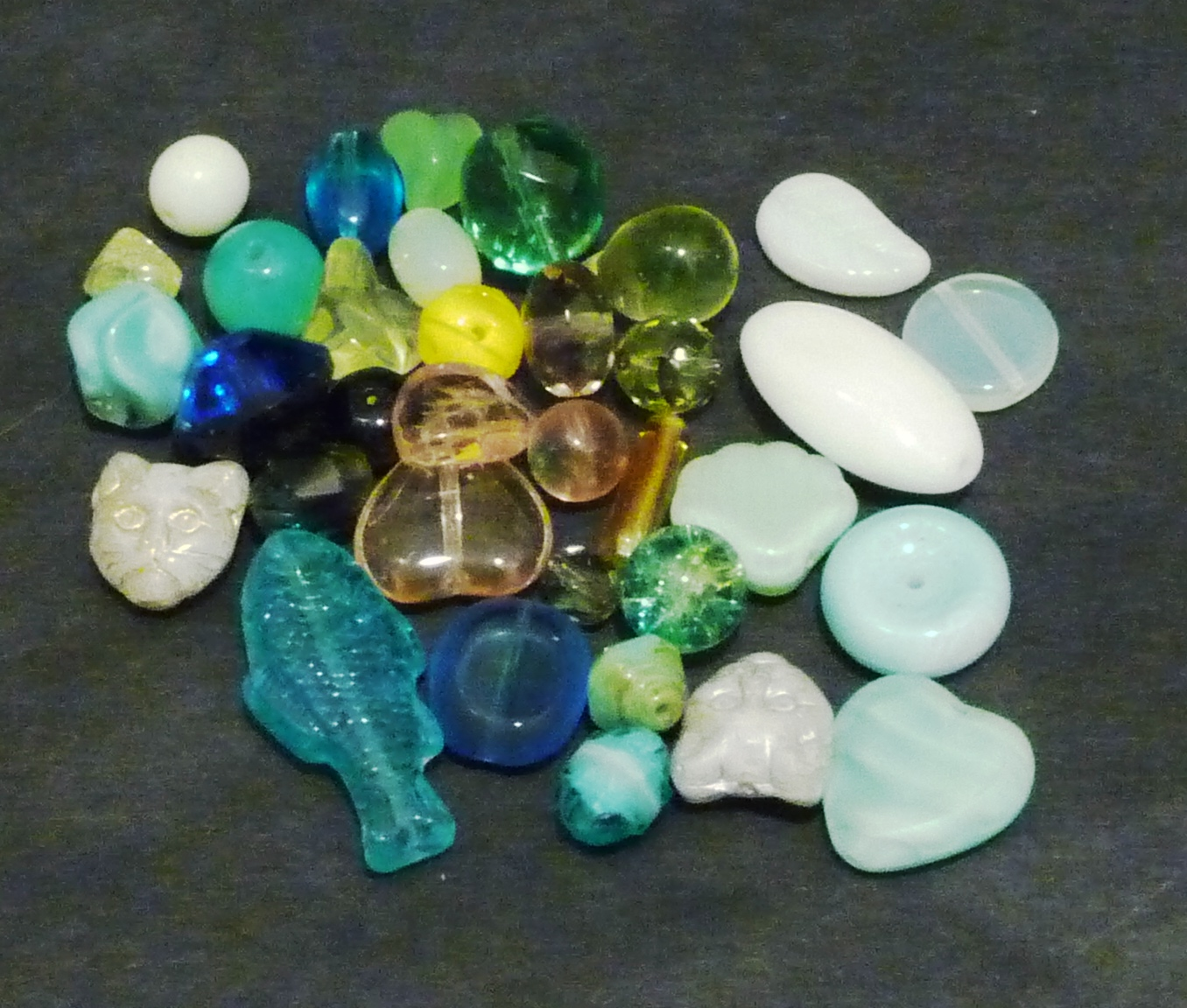
Những hạt thủy tinh urani hiện đại (trên nền đen)
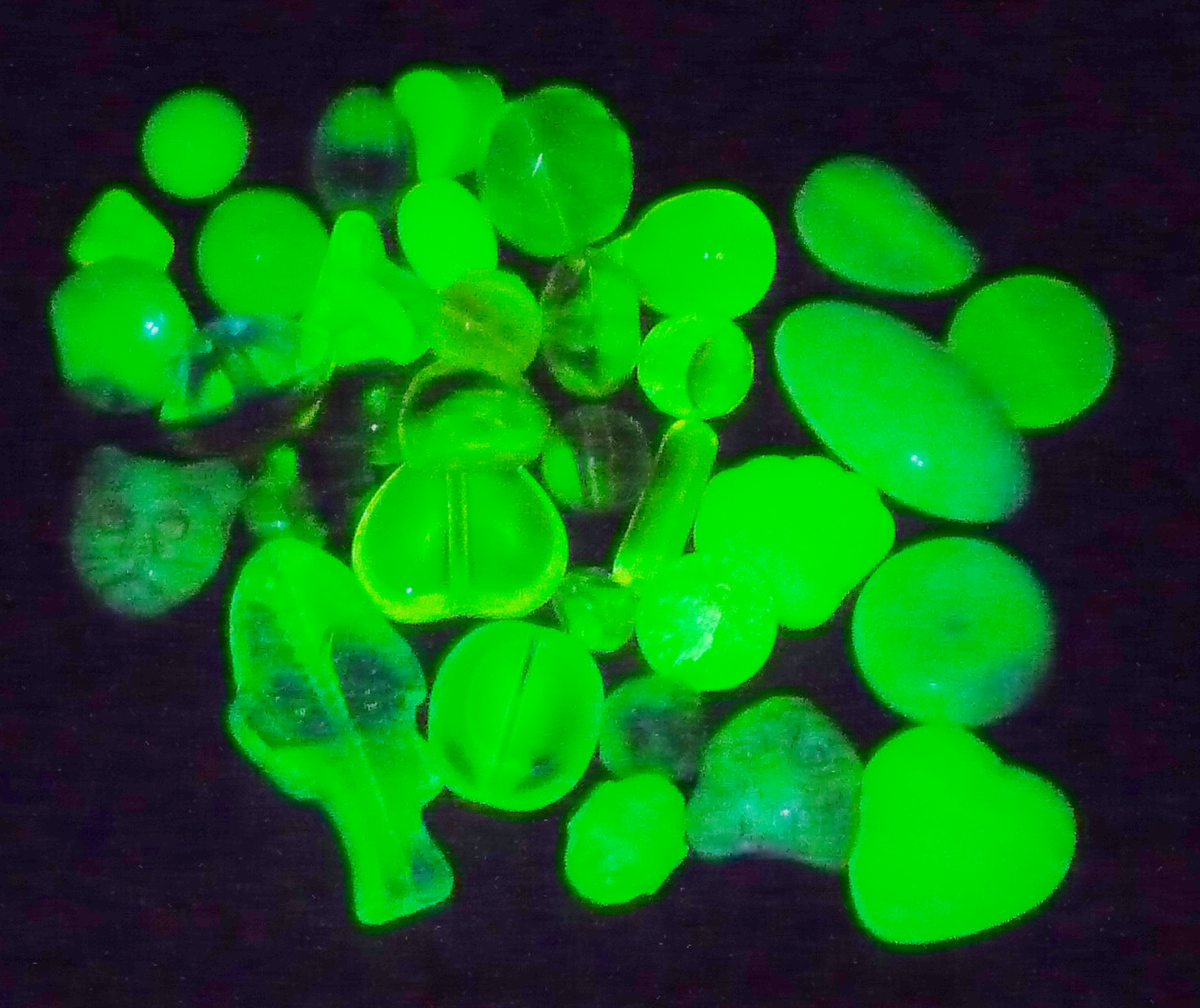
Những hạt thủy tinh urani dưới nền tia UV